# Марикина (коммуна)
Марикина (исп. Mariquina) — коммуна в Чили. Административный центр коммуны — город Сан-Хосе-де-Марикина. Население — 7790 человек (2002). Город и коммуна входит в состав провинции Вальдивия и области Лос-Риос.
Территория коммуны — 1320,50 км². Численность населения — 18 582 жителя (2007). Плотность населения — 14,07 чел./км².

## Расположение
Коммуна расположен в 38 км на северо-восток от административного центра области города Вальдивия.
Коммуна граничит:
- на севере — c коммуной Тольтен
- на северо-востоке — c коммуной Лонкоче
- на востоке — с коммуной Ланко
- на юге — c коммунами Мафиль, Вальдивия

На западе коммуны расположен Тихий океан.

## Демография
Согласно сведениям, собранным в ходе переписи Национальным институтом статистики, население коммуны составляет 18 582 человека, из которых 9447 мужчин и 9135 женщин.
Население коммуны составляет 4,97 % от общей численности населения области Лос-Риос. 45,97 % относится к сельскому населению и 54,03 % — городское население.

### Важнейшие населенные пункты коммуны
- Сан-Хосе-де-ла-Марикина (город) — 7790 жителей
- Меуин(поселок) — 1135 жителей